# Alienobostra brocki
Az Alienobostra brocki a rovarok (Insecta) osztályába, botsáskák (Phasmatodea) rendjébe és a Diapheromeridae nevű  családba tartozó faj.
Elterjedt terráriumi díszállat.

## Elterjedése
Természetes elterjedési területe Costa Rica.

## Megjelenése
A nőstény 140-150 mm hosszúságú, általában zöld vagy sárgásbarna. 15 mm-es tojócsöve (ovipositor) van, fején két szarv található.
A hím sokkal karcsúbb, 80–100 mm hosszúra nő, színe általában barna.
Mindkét ivar szárnyatlan.

## Életmódja
Fogságban táplálható szeder, tűztövis, rózsa, málna és madárbirs levelével.
Petéi 4x2 mm nagyságúak, kelési idejük nagyjából 4 hónap. A nimfák 4 hónap alatt érik el ivarérettségüket.
Természetes ellenségei elsősorban a madarak, valamint kisebb emlősök, melyekkel szemben legjobban az álcázással tud védekezni.